# Destiny Fulfilled
„Destiny Fulfilled“ је 4 студијски албум музичке групе Дестинис чајлд, који је изашао 10. новембара 2004. у издању Колумбија рекордса.

## Списак песама
1. „Lose My Breath”
2. „Soldier” (feat. T.I. & Lil Wayne)
3. „Cater 2 U”
4. „T-Shirt”
5. „Is She The Reason”
6. „Girl”
7. „Bad Habit”
8. „If”
9. „Free”
10. „Through With Love”
11. „Love”
12. „Game Over”
13. „Why You Actin”

## Синглови
| #  |                                        | |
| -- | -------------------------------------- | --- |
| 1. | „Lose My Breath”                       | 1. новембар 2004 2. новембар 2004 28. децембар 2004 11. јануар 2005 (Part 2 EP) 8. фебруар 2005 (Remix EP) |
| 2. | „Soldier” (featuring T.I. & Lil Wayne) | 2. новембар 2004. 4. јануар 2005. (re-issue) 7. фебруар 2005. (part 2 PE) 8. фебруар 2005. (Remixes EP)    |
| 3. | „Got's My Own”                         | 2005. |
| 4. | „Girl”                                 | Март 2005. 25. април 2005. 3. мај 2005. 16. мај 2005.                                                      |
| 5. | „Cater 2 U”                            | 19. јул 2005. (12-inch single) 25. јул 2005. (CD single) 9. август 2005.                                   |